# Treinta y Tres (departament)
Treinta y Tres – urugwajski departament położony na wschodzie kraju. Laguna Mirim stanowi wschodnią granicę z brazylijskim stanem Rio Grande do Sul. Ponadto Treinta y Tres graniczy z następującymi departamentami: na zachodzie z Florida oraz Durazno, na północy z Cerro Largo, a na południu z Rocha i Lavalleja.
Ośrodkiem administracyjnym oraz największym miastem tego powstałego w 1884 r. departamentu jest Treinta y Tres.
Powierzchnia departamentu wynosi 9 529 km². W 2004 r. Treinta y Tres zamieszkiwało 49 318 osób, co dawało gęstość zaludnienia 5,2 mieszk./km².